# イヒ

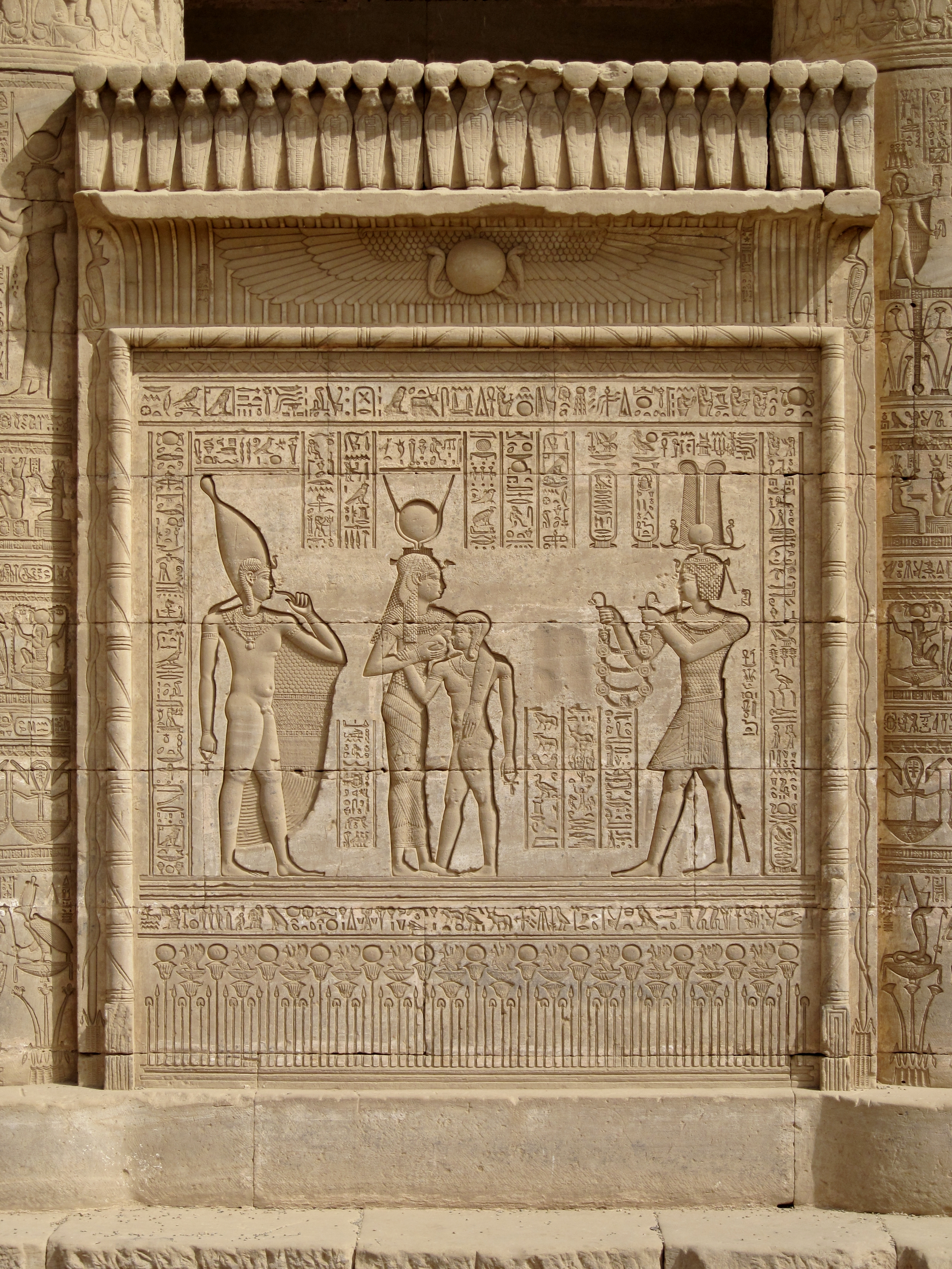
エジプトのデンデラの神殿の誕生殿 (mamisi)の側面のレリーフ。息子イヒに授乳しているハトホル。

イヒ (Ihy) は、エジプト神話に登場する、シストラムの演奏が引き起こすエクスタシーを象徴する神である。彼の名前は、彼の役割を反映して「シストラムの演奏者」を意味すると考えられている。あるいは、イヒの母だとしばしば言われる牝牛の女神ハトホルの繋がりをほのめかす「子牛」を意味するとも考えられている。しかしながら、イヒの母と呼ばれることがあり得る女神には、イシス、セクメトそしてネイトも含まれている。ホルス神が通常はイヒの父だといわれているが、しかし時にはラーが代わりに父とされた。イヒはシストラムを持っている子供として、あるいは口に指をくわえた裸の子供として、または若者のように髪を横に垂らし、王冠を着けた姿で描写された。イヒはデンデラにおいてホルスとハトホルと共に礼拝された。